# Quinto Cecilio Metelo Pío
Quinto Cecilio Metelo Pío (en latín, Quintus Caecilius Metellus Pius; c. 128 a. C.-63 a. C.) fue un general y político romano, miembro de la familia plebeya de los Cecilios Metelos, cónsul en 80 a. C. y pontífice máximo entre 81-63 a. C. Como los demás miembros de la influyente familia de los Cecilios Metelos, fue líder de los optimates, la facción conservadora que se opuso a los populares durante el último siglo de la República romana.
Su padre, Metelo Numídico, fue desterrado de Roma gracias a las maquinaciones de Cayo Mario y los Populares. A raíz de sus constantes y resolutos intentos por hacer que su padre fuera oficialmente traído del exilio, se le dio el agnomen (sobrenombre) de Pío.
Participó en la guerra Social y obtuvo una serie de victorias sobre las tribus itálicas rebeldes entre 89 y 88 a. C. Cuando estalló la guerra civil, Quinto Cecilio apoyó al Senado contra los marianos, pero más tarde llegó a un acuerdo con estos últimos y se marchó a África en 87 a. C. En la continuación de la guerra civil, en 83-82, apoyó a su pariente Lucio Cornelio Sila y los optimates y obtuvo una serie de victorias sobre los marianos en el norte de Italia y la Galia Cisalpina. El nuevo dictador lo nombró pontífice máximo y su colega como cónsul para el año 80 a. C.
En el año 79 a. C., como procónsul, Metelo Pío se convirtió en el comandante de la guerra contra el mariano Quinto Sertorio (un expartidario de Mario) en Hispania. Ante las tácticas guerrilleras del enemigo, no pudo conseguir una victoria decisiva, por lo que el Senado envió a otro comandante a la región, Cneo Pompeyo el Grande. En el año 75 Metelo destruyó al ejército del legado sertoriano Lucio Hirtuleyo en Itálica y derrotó al propio Sertorio en Segontia. A partir de entonces, el territorio controlado por los rebeldes se fue reduciendo gradualmente. Sertorio fue asesinado por conspiradores de su séquito, tras lo cual la guerra terminó rápidamente con la completa victoria de Metelo y Pompeyo en 72 a. C. Por sus victorias en la guerra con Sertorio se le concedió un triunfo.
Quinto Cecilio regresó a Roma en el año 71 a. C., tras ocho años de gobierno, y murió en 63 a. C, por lo que Cayo Julio César le sucedió como pontífice máximo.

## Biografía

### Orígenes

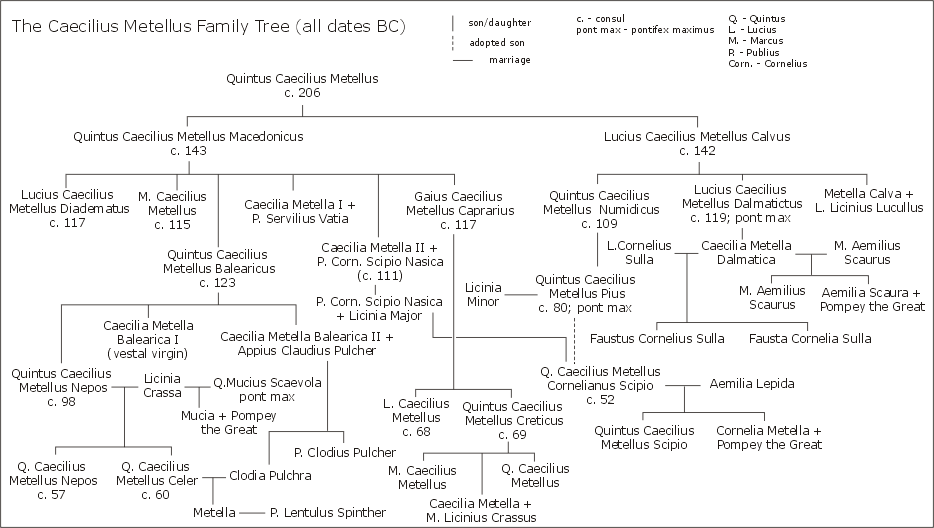
Árbol genealógico de los Cecilios Metelos.

Quinto Cecilio pertenecía a la influyente familia plebeya de los Cecilios Metelos, descendiente, según la leyenda, del hijo del dios Vulcano Céculo, fundador de la ciudad de Praeneste.
Los Cecilios Metelos se convirtieron en miembros del Senado a principios del siglo III a. C., cuando Lucio Cecilio Metelo Denter, el primer cónsul de esta familia, ejerció este cargo en 284 a. C. En alianza con los patricios Servilios Cepiones, los Metelos encabezaron la «corporación aristocrática» en el Senado desde el año 140 a. C.; durante las décadas de 120 y 110 a. C., fueron la familia que desempeñó más altos cargos de las magistraturas romanas. Muchos estudiosos han escrito sobre la factio Metellana, una agrupación política muy unida que dominó la vida de la República durante estas décadas, en la que estaban incluidos, además de los Cecilios y los Servilios, Marco Emilio Escauro, Quinto Mucio Escévola el Augur, Publio Rutilio Rufo, Quinto Lutacio Cátulo, Lucio Licinio Craso y otros nobles prominentes.
Quinto era el único hijo de Quinto Cecilio Metelo Numídico, cónsul del año 109 a. C.; por consiguiente, su abuelo era Lucio Cecilio Metelo Calvo, y sus primos segundos eran los cuatro hijos de su tío abuelo Quinto Cecilio Metelo Macedónico. Una prima de Quinto, hija de su tío Lucio Cecilio Metelo Dalmático, estaba casada con Marco Emilio Escauro, príncipe del Senado; por medio de la línea femenina, los primos de Quinto eran Lucio Licinio Lúculo y Marco Terencio Varrón Lúculo. Estaba emparentado de forma más lejana con otros nobles influyentes, concretamente su prima segunda estaba casada con Apio Claudio Pulcro, cónsul en 79 a. C., mientras que sus primos segundos fueron Publio Cornelio Escipión Nasica, pretor presumiblemente en 93, Quinto Cecilio Metelo Nepote, cónsul en 98, Quinto Cecilio Metelo Crético, cónsul en 69, y Lucio Cecilio Metelo, cónsul en 68.
Existe la hipótesis de que una de las hijas de Metelo Macedónico fuera madre de Quinto Servilio Cepión, pretor del año 91 a. C., también conocido como el gran enemigo de Marco Livio Druso, lo que lo convertiría en primo de Metelo Pío.

### Primeros años
Los estudiosos datan el nacimiento de Quinto Cecilio basándose en un informe de Salustio, quien, en su Guerra de Jugurta, escribe que en el año 109/108 a. C. Quinto Cecilio tenía «unos veinte años». Plutarco, relatando los mismos hechos, llama a Metelo «un muchacho»; por lo que generalmente se piensa que nació alrededor del año 128 a. C.
Las fuentes mencionan por primera vez a Metelo en relación con los acontecimientos de Numidia, donde su padre dirigió un ejército que luchó contra el rey Jugurta durante su consulado y Quinto hijo también participó en esa guerra. Así, cuando el legado Cayo Mario acudió al comandante para pedirle que le dejara ir a Roma para presentarse como cónsul en el año 107 a. C., este le contestó con una malvada broma: «¡Cómo! ¿y piensas tú, hombre singular, marchar ahora a Roma a pedir el consulado? ¿Pues no te estaría muy bien el ser cónsul con este hijo mío?». Por aquel entonces, según Salustio, Quinto el joven tenía poco más de veinte años, por lo que su padre sugirió que Mario, de cincuenta años, esperara unos veintidós años más, de acuerdo con la lex Villia annalis. Es de suponer que este episodio data de finales de 109 o principios de 108 a. C. Mario, a pesar de la posición de su comandante, fue a Roma, aseguró su elección y nombramiento para Numidia. Metelo abandonó el ejército sin esperar su llegada; en el año 106 a. C. se celebró un triunfo, tras el cual Quinto el Viejo recibió el agnomen Numídico (Numidicus).

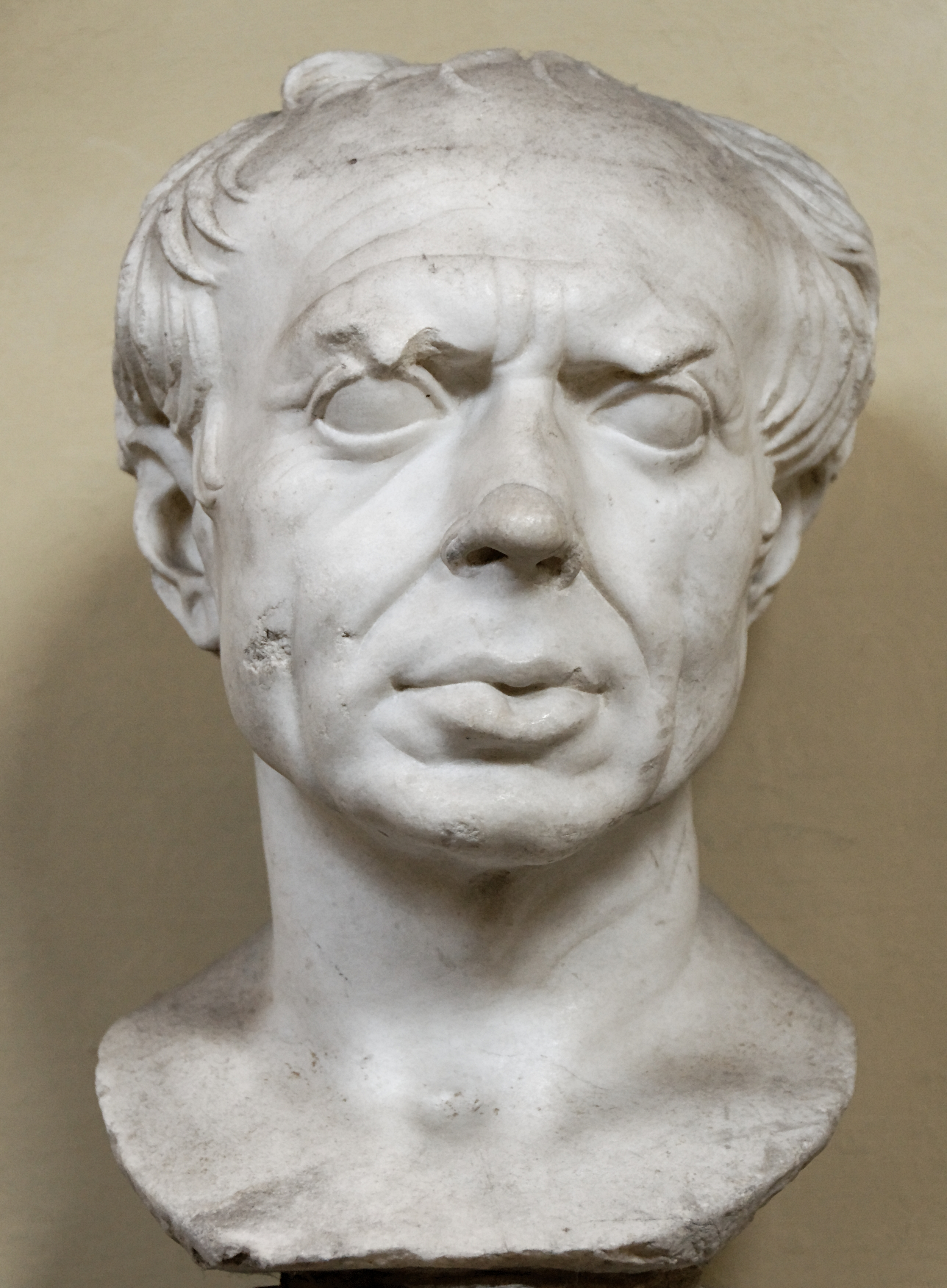
Busto de Cayo Mario (Museo Chiaramonti).

Cayo Mario, quien se había convertido en enemigo de Metelo, pudo obtener una victoria decisiva sobre Jugurta. Entre 104 y 100 a. C. ejerció cinco mandatos consecutivos como cónsul, en los que Metelo Numídico fue su más firme e implacable oponente en el Senado. A partir del año 103 a. C., este último dirigió la lucha del «partido» del Senado contra un aliado de Mario, el popular Lucio Apuleyo Saturnino. En el año 100 a. C. Metelo Numídico se vio obligado a exiliarse, pero pronto toda la nobilitas se unió para luchar contra Saturnino y sus partidarios. Marco Tulio Cicerón, al enumerar los aristócratas que acudieron al templo de Sanco en diciembre de 100 a. C. para sacar las armas de la bóveda pública y participar en la batalla decisiva, nombra también «a todos los Metelos». Saturnino fue derrotado y murió; los tribunos de la plebe del año siguiente, Marco Porcio Catón Saloniano y Quinto Pompeyo Rufo, propusieron que se permitiera el regreso de Metelo Numídico, pero esta propuesta fue bloqueada por su colega Publio Furio, detrás del cual, según Plutarco y Orosio, estaba Mario.
Quinto el Joven rogó a Furio que cambiara su decisión «en presencia del pueblo con lágrimas en los ojos y arrojado a sus pies». Fue apoyado por una parte importante de la nobilitas y, sobre todo, por numerosos parientes, entre los que se encontraban Lucio Cecilio Metelo Diademato, Cayo Cecilio Metelo Caprario, Quinto Cecilio Metelo Nepote, Lucio Licinio Lúculo, Publio Servilio Vatia, Publio Cornelio Escipión Nasica y posiblemente también Quinto Servilio Cepión. A pesar de este apoyo y de la simpatía universal, Metelo no consiguió nada, hecho que algunos estudiosos achacan a la intransigencia de Mario, mientras que otros creen que pudo ser demasiado desventajoso para el caudillo entrar en conflicto abiertamente con una parte importante de la sociedad romana.
Después de estos acontecimientos, los contemporáneos dieron a Quinto Cecilio el apodo de «Pío» (Pius), que se convirtió en parte permanente de su nombre. Esta palabra latina tenía una amplia gama de significados, implicando acciones de acuerdo con el deber; dependiendo de la situación y el portador específico, este epíteto se puede traducir como «piadoso», «temeroso de Dios», «sabio», «justo» o «misericordioso». En el caso de Quinto Cecilio, hay opiniones a favor de las opciones «piadoso» y «fiel al deber», en relación con su padre. Conforme a este episodio, muchos autores antiguos escriben sobre el compromiso de Quinto Cecilio con las antiguas virtudes romanas.
Un año después, Metelo Numídico pudo finalmente regresar a Roma, aunque falleció poco después. No hay consenso en la historiografía sobre el destino de la factio Metellana: algunos creen que este grupo político dejó de existir, otros hablan de su debilitamiento y «repliegue en las sombras». La razón de ello pudo haber sido la pérdida de un líder brillante por parte de los Metelos: Quinto el Joven, quien ni siquiera había comenzado su carrera, no podía ocupar el lugar de su padre. Sin embargo, Ernst Badian también escribe sobre la factio en relación con los acontecimientos de los años 90 a. C.: en su opinión, los Metelos, dirigidos en esta etapa por Marco Emilio Escauro, llevaron a juicio al aliado de Saturnino, Cayo Norbano, defendieron a Quinto Servilio Cepión, acusado de abuso de poder durante la cuestura —ambos juicios son presumiblemente del año 95 a. C.—, se pusieron del lado de Marco Livio Druso en su conflicto contra el mismo Cepión, y en 91 a. C. apoyaron el intento de Livio Druso de realizar una serie de reformas. De todas formas, Publio Rutilio Rufo, muy cercano a los Metelos en los años 100 a. C., fue condenado, presumiblemente en 92 a. C., por cargos aparentemente inverosímiles y no fue ayudado por ninguno de sus antiguos aliados, incluido Metelo Pío, hijo de su mejor amigo y mecenas. El comportamiento de este último era algo claramente contrario a la ética aristocrática romana.

### Inicio de la carrera civil y la guerra de Octavio

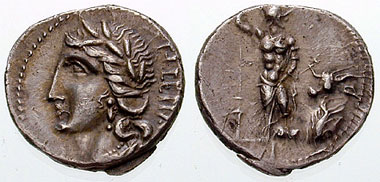
Denario de plata de la confederación marsa, durante la guerra Social. La leyenda «Italia» está en osco.

«Siendo aún joven», como escribe Pseudo-Aurelio Víctor, Metelo Pío se convirtió, probablemente hacia el año 100 a. C., en miembro de la junta sacerdotal de los pontífices; en esta elección, sus rivales, quienes no tuvieron éxito, eran consulares. Alrededor del año 94 a. C., Quinto Cecilio era un acuñador y produjo monedas con la efigie de Pietas, la diosa del deber. No se sabe nada, ni siquiera fechas, sobre las primeras etapas de su progresión en el cursus honorum, es decir, los cargos de cuestor y edil. La información de las fuentes sobre la pretura de Metelo Pío es contradictoria. Por un lado, Marco Tulio Cicerón escribe que este último en el año 89 a. C. era pretor y ejercía sus funciones en Roma; por otro lado, el epitomador de Livio, afirma que en ese mismo año era legado y comandaba un ejército en las tierras de los marsos. Por último, según Pseudo-Aurelio Víctor, Metelo comandó un ejército precisamente durante la pretura. Algunos estudiosos, entre ellos R. Broughton T., autor de un libro de referencia clásico sobre los magistrados romanos, confiando en el testimonio de Cicerón, fechan la pretura de Quinto Cecilio en 89 y su proconsulado en 88, otros creen que Metelo fue legado en 89 y pretor en 88 a. C.
En esta época Roma estaba librando la guerra Social, en la que Metelo Pío participó. Las fuentes informan de que actuó en Apulia y sitió la ciudad de Venusia, donde tomó tres mil prisioneros. Además, derrotó a los marsos, comandados por Quinto Popedio Silón, en varias batallas, contiendas en las que este último resultó muerto. Tal vez después de estas victorias los soldados proclamaron imperator a Quinto Cecilio. Al mismo tiempo, Orosio escribe que Silón cayó «en la terrible batalla del río Trigno», donde los romanos estaban al mando de un legado de Cneo Pompeyo Estrabón llamado Sulpicio, quien pudo ser el futuro tribuno de la plebe Publio Sulpicio o Servio Sulpicio Galba. El informe del epitomador de Livio también puede interpretarse en el sentido de que la derrota final de Silón fue infligida por el legado Mamerco Emilio Lépido Liviano.

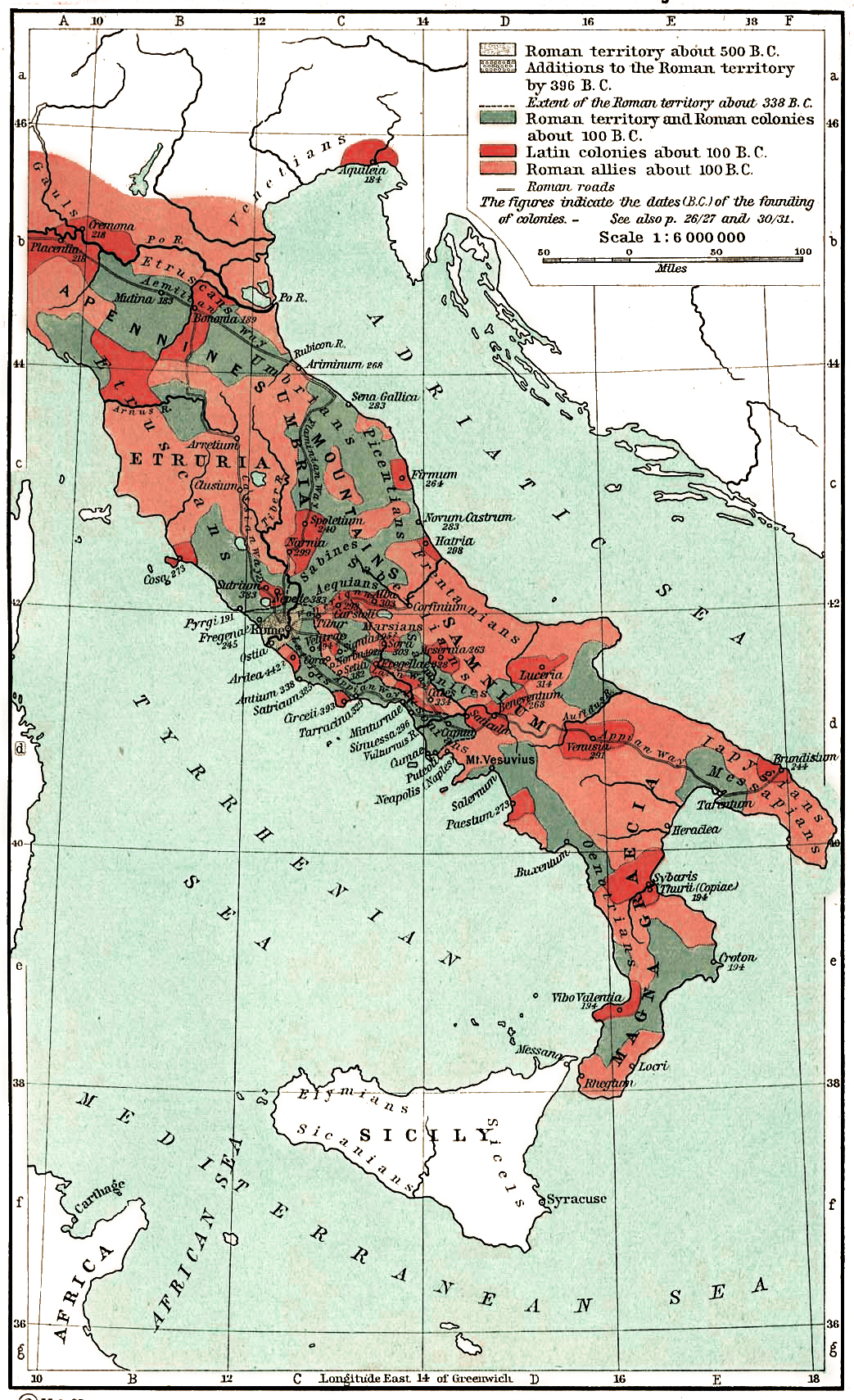
Mapa de la Italia romana en el año 100 a. C., en vísperas de la guerra Social.

Paralelamente a la guerra Social, se produjo una feroz lucha política interna en Roma, que comenzó con la elección de cónsules en el año 88 a. C. Uno de los candidatos, Lucio Cornelio Sila, según algunas fuentes, se casó durante la campaña con Metela Dalmática, prima de Quinto Cecilio y viuda de Marco Emilio Escauro, quien había fallecido poco antes. El apoyo de la familia Metelo, cuyo cabeza en esos años era Metelo Pío, pudo haber sido un factor decisivo para asegurar el consulado a Sila. Incluso se cree que tanto este último como su colega Quinto Pompeyo Rufo fueron originalmente candidatos a la factio Metellana y fueron nombrados por esta en oposición a Mario. Este, para quitarle el mando a Sila en la guerra que Mitrídates del Ponto había comenzado, se alió con Publio Sulpicio, un tribuno de la plebe, y apoyó su idea de repartir a los nuevos ciudadanos entre las tribus, medida que garantizaba de hecho que estos pudieran influir en el resultado de las elecciones. En respuesta, en 88 a. C. Sila ocupó Roma, ejecutó a Sulpicio y derogó sus leyes. En el año 87, cuando Sila ya estaba en los Balcanes, uno de los nuevos cónsules, Lucio Cornelio Cinna, volvió a intentar repartir nuevos ciudadanos entre todas las tribus. Sin embargo, se encontró con una feroz resistencia e incluso fue destituido de su cargo, por lo que hizo que el ejército que estaba en Nola se pusiera de su lado para posteriormente sitiar Roma junto a Cayo Mario.
Metelo Pío siguió todo este tiempo actuando contra los itálicos rebeldes en Samnio con la autoridad de procónsul. La campaña de Sila a Roma no fue apoyada por Quinto Cecilio ni por ninguno de sus parientes; a este respecto, el erudito Arthur Keaveney escribió: «El carácter de Metelo Pío sugiere que desaprobaba en absoluto tales acciones». Ahora el Senado, ante la amenaza de Cinna y de Mario, envió como embajadores a Cátulo padre e hijo a Quinto, así como a Marco Antonio el Orador, para que transmitieran órdenes de hacer la paz con los samnitas y acudir en ayuda de la ciudad, pero este pueblo puso condiciones inaceptables y el tratado no fue concluido; no obstante, Quinto Cecilio llevó su ejército a Roma y los samnitas se convirtieron en aliados de Mario.
La ciudad fue defendida por otro general senatorial, Cneo Pompeyo Estrabón, quien pronto cayó víctima de una epidemia, por lo que sus soldados pidieron a Metelo que los tomara bajo su mando, «asegurándole que combatirían denodadamente, y sin duda vencerían con un general experto y activo», pero este les aconsejó acudir al cónsul Cneo Octavio; entonces desertaron a Cinna. En general, los defensores del Senado actuaron con mucha lentitud; los soldados de Metelo tenían una gran experiencia en las batallas, pero las fuentes no informan no sólo de sus éxitos en las batallas por Roma, sino de ningún enfrentamiento en el que hayan participado. Cuando Quinto Cecilio envió un ejército contra Cinna, los soldados, en lugar de luchar, empezaron a animarse mutuamente; así que el procónsul se retiró y pronto empezó a negociar con el enemigo.
Durante estas negociaciones, Metelo Pío reconoció a Cinna como cónsul y por ello fue acusado de traición por Cneo Octavio. Pronto retiró su ejército de Roma, lo que dejó a la ciudad indefensa; según Plutarco, Quinto Cecilio «dio por perdida la ciudad». Los investigadores han evaluado su comportamiento de diferentes maneras. G. Bennett sugiere que Metelo aceptó una posición de compromiso en esta guerra civil; B. Katz sugiere que buscaba el consulado y estaba dispuesto a formar una alianza con Cinna para conseguirlo. A. Korolenkov señala que Cinna y Metelo Pío habían actuado juntos contra los marsos durante la guerra Social y existían antiguos lazos familiares entre ambos senadores, porque el padre de Metelo Pío era amigo del padre y tío del yerno de Cinna, Cneo y Lucio Domicio Agenobarbo. Estas circunstancias pueden explicar tanto la reticencia de Quinto Cecilio a luchar con toda su fuerza contra Lucio Cornelio como la disposición de este a hacer concesiones. Es de suponer que Cinna no sólo garantizó la seguridad personal de Metelo, sino que también le dejó al mando del ejército y de los poderes proconsulares. Durante la represión de la nobilitas que siguió a la caída de Roma, ninguno de los Cecilios Metelos sufrió daños.

### Del lado de Sila

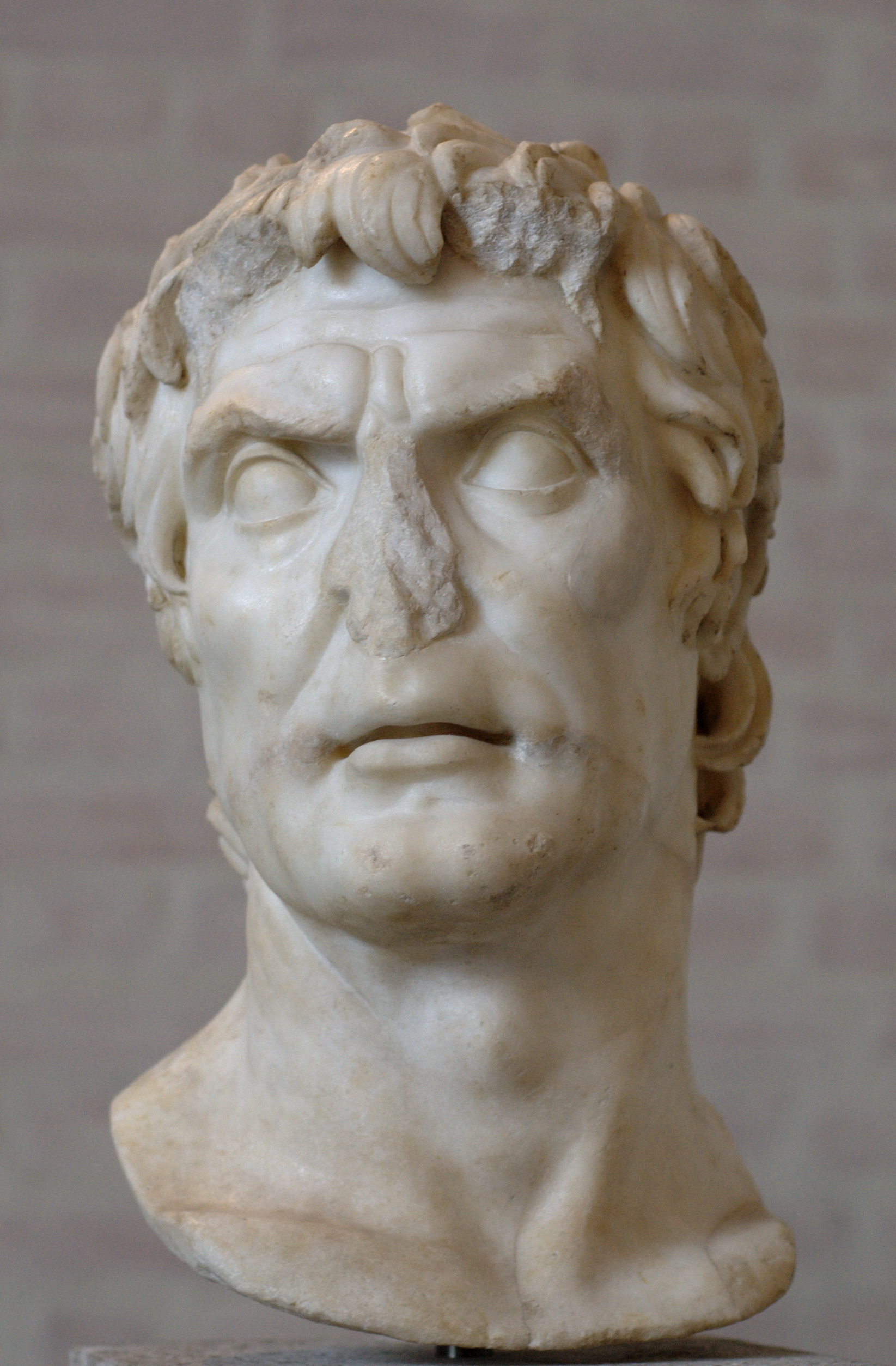
Busto de Lucio Cornelio Sila.

Quinto Cecilio partió de Roma hacia la provincia de África. Durante los años siguientes, al parecer, el acuerdo con Cinna siguió funcionando, por lo que nadie fastidió a Metelo. Sin embargo, a principios del año 84 a. C., Cinna fue asesinado en un motín provocado por sus soldados e inmediatamente después el gobernador mariano de África, Cayo Fabio Adriano, comenzó operaciones militares contra Metelo, quien contaba en ese entonces con «un ejército considerable», al que se unió temporalmente otro noble exiliado, Marco Licinio Craso, quien había estado escondido en Hispania hasta entonces. Pronto, ambos senadores se enemistaron y Craso partió hacia los Balcanes, donde se unió a Sila, por lo que Metelo terminó siendo derrotado por los marianos y expulsado de la provincia.
En la primavera de 83 a. C., Sila, quien para entonces había hecho las paces con Mitrídates, cruzó los Balcanes hasta Apulia para iniciar una batalla decisiva contra los marianos. Quinto Cecilio «con un destacamento de tropas aliadas» fue uno de los primeros nobles en unirse a él, incluso antes que el joven Cneo Pompeyo. Apiano escribe que antes de esto Metelo Pío se encontraba en Liguria, donde estaba «esperando el resultado de los acontecimientos»; otras fuentes solo mencionan África en este contexto, por lo que la cuestión sigue abierta. Según Dion Casio, Quinto Cecilio se declaró partidario de Sila incluso antes de unirse a él y comenzó a reunir en torno a sí a los enemigos del «partido» mariano, pero no se sabe si esto ocurrió antes de que el futuro dictador desembarcara o después.
Como antiguo pretor con poderes proconsulares, Metelo Pío fue durante un tiempo el hombre de mayor rango entre los seguidores de Sila. Participó en la derrota del ejército de uno de los cónsules marianos, Cayo Norbano, en el monte Tifata, y en el enfrentamiento en la ciudad de Teano, que provocó que todo el ejército del segundo cónsul, Lucio Cornelio Escipión Asiático, se pasara a los silanos. En el verano de 83 a. C. Quinto Cecilio apareció en la lista de senadores que el gobierno mariano declaró como enemigos (hostes); su nombre es el único de la lista que nombran las fuentes. Posteriormente, actuó de forma independiente en la Galia Cisalpina. Plutarco escribe que Metelo «no hacía cosa que correspondiese a las fuerzas con que se hallaba», por lo que Sila decidió sustituirlo por Cneo Pompeyo, quien objetó que tal sustitución parecería descortés, por lo que el caudillo optó por enviar al joven en su ayuda en vez de enviarlo con el objetivo de substituirlo. Pompeyo «fomentó y encendió otra vez en Metelo el carácter guerrero y resuelto que estaba ya apagado por la vejez». En la historiografía, los detalles de esta historia se tratan con desconfianza: es evidente que Quinto Cecilio contaba con muy pocos efectivos, y no era entonces un anciano, ya que tenía unos 45 años. Además, Sila no habría sustituido al pretor y primo de su esposa por un équite que aún no había ocupado ninguna magistratura. Es de suponer que este relato de Plutarco se remonta a fuentes del entorno de Pompeyo.
En la campaña de 82 a. C. Metelo Pío y Pompeyo se enfrentaron a uno de los cónsules marianos, Cneo Papirio Carbón, en el norte de Italia. Quinto Cecilio derrotó al pretor Cayo Carrinas en el río Esino, en Umbría, y más tarde derrotó a un legado, a quien las fuentes no nombran. Carbón, por su parte, tras conocer la derrota de su colega en el sur, se retiró a Ariminum. Más tarde, Metelo, para no enfrentarse a las principales fuerzas marianas, trasladó su ejército por mar a Ravena y derrotó a Cayo Norbano en Faventia, enfrentamiento que Veleyo Patérculo calificó de «magnífico». En dicha contienda, las pérdidas marianas alcanzaron diez mil muertos y seis mil desertores, de modo que Norbano solamente le quedaron unos mil soldados. Tras esta derrota, el «frente» mariano del norte se desintegró finalmente, por lo que el ejército de Carbón se retiró a Etruria, donde se enfrentó a Sila. Uno de los caudillos locales, Publio Albinovano, comenzó a negociar en secreto con Metelo con la intención de desertar a su lado; este le prometió condiciones favorables, pero sólo si Albinovano hacía «algo notable». Entonces, Albinovano invitó a sus compañeros de armas con el pretexto de organizar un banquete para posteriormente ordenar su ejecución. Su legión pasó al bando silano, al igual que la ciudad de Ariminum, mientras que Cayo Norbano huyó de Italia para posteriormente suicidarse en Rodas. Como resultado, en el otoño de 82 a. C. Metelo tenía bajo su control toda la Galia Cisalpina desde Ravena hasta los Alpes.

### Bajo la dictadura

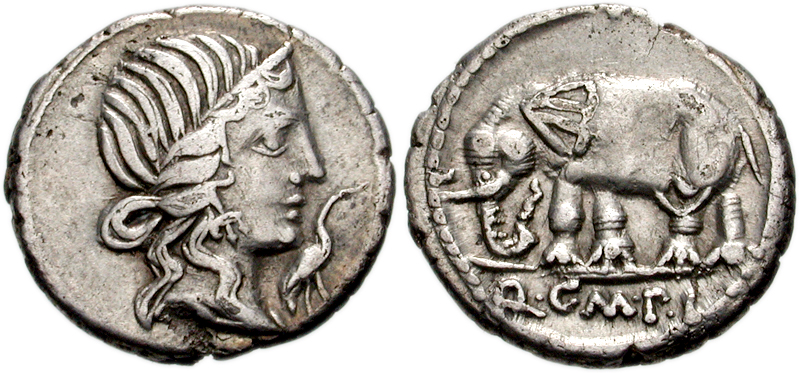
Denario de plata de Quinto Cecilio Metelo Pío, 81 a. C.

Sila consiguió ganar la guerra civil y, en consecuencia, se hizo con el poder absoluto de Roma. Metelo Pío ascendió en su entorno, convirtiéndose en el segundo hombre de la República después del dictador, y además era el cabeza de los Metelos y el líder informal del «partido» aristocrático silano del reducido Senado. En el año 81 a. C., Sila lo nombró pontífice máximo, cargo que había quedado vacante durante la guerra civil al morir Quinto Mucio Escevola. Como colofón, la sobrina nieta de Quinto Cecilio e hijastra del dictador se convirtió en la esposa de Cneo Pompeyo.
Metela Dalmática, quien fue un importante enlace entre Metelo Pío y Sila, murió hacia el año 81 a. C. Sin embargo, el dictador quiso mantener su alianza con Quinto Cecilio y lo nombró cónsul para el año 80. Según A. Egorov, esta elección pretendía demostrar que «el sangriento régimen represivo estaba girando hacia el otro lado, el “conservador-reformista”». Dicho esto, según Plutarco, Lucio Cornelio atribuyó sus buenas relaciones con Metelo durante el año consular a una «obra de la fortuna. De hecho, pues cuando creía que siendo un hombre de tanta autoridad le daría mucho en que entender, le halló sumamente apacible en la comunión de mando». No se sabe nada de por qué el dictador podría haber tenido tales expectativas.
Durante su consulado, Quinto Cecilio, como gesto de gratitud, ayudó a Quinto Calidio, tribuno de la plebe en 98 a. C., quien había aprobado la ley para el regreso del exilio de Metelo Numídico, a convertirse en pretor al año siguiente. Plutarco llama a Metelo Pío «uno de los más grandes y famosos romanos» en relación con esta época; A. Schur W. lo cataloga como «el segundo hombre del Estado».

### Contra Sertorio
En el año 79 a. C., Sila envió a Metelo Pío a Hispania, donde había una creciente rebelión dirigida por Quinto Sertorio, una figura prominente del partido mariano. En relación con esta guerra, las fuentes retratan a Quinto Cecilio como un hombre perezoso de mediana edad, propenso a «la facilidad y el lujo». Sin embargo, era sólo unos años mayor que Sertorio, quien le tenía en alta estima. I. Gurin sugirió que «la lasitud senil de Metelo era una representación obsesiva de Plutarco».
Quinto Cecilio pudo tener cuatro legiones y tropas auxiliares bajo su mando. Es posible que Plutarco, al hablar de ciento veintiocho mil soldados concentrados contra Sertorio, se refiriera a la situación del año 79 a. C., pero entonces debió incluir también en este relato a las tropas de los gobernadores de la Hispania Ulterior y de la Galia Narbonense. Según algunos estudiosos, sólo en las dos Hispanias había al menos cuarenta mil legionarios silanos; las fuerzas auxiliares podían alcanzar cifras aún mayores. Quinto Cecilio se mostró despectivo con su oponente, llamándole «un fugitivo de Sila y el último resto de la fuga de Carbón», y, aparentemente, esperaba terminar esta guerra rápidamente y convertirse en el octavo triunfador en la historia de los Cecilio Metelo.
Los relatos de las fuentes sobre el desarrollo de la guerra sertoriana durante 79-77 a. C. son parciales. A partir de ellos, podemos reconstruir en términos generales la secuencia de los hechos. El ejército de Metelo era numéricamente superior, por lo que Sertorio optó por tácticas de guerrilla, sin buscar grandes batallas, sino que hostigó al enemigo mediante emboscadas, obstaculizó sus suministros y atacó cuando los soldados de Metelo comenzaban a acampar; si este iniciaba el asedio de alguna ciudad, Sertorio comenzaba a actuar contra sus comunicaciones, movilizando a veces por poco tiempo una enorme fuerza, compuesta, según Plutarco, por ciento cincuenta mil soldados. Se conoce un caso en el que el propio Sertorio asedió a los sitiadores.
Plutarco realiza una descripción sobre el asedio a la ciudad de Lacóbriga; Metelo Pío atacó esta ciudad inesperadamente, pensando que las fuerzas principales sertorianas estarían lejos, ya que esperaba obligar a los sitiados a rendirse en dos días privándoles de agua, por lo que sólo tomó alimentos para cinco días. Sin embargo, Sertorio fue capaz de entregar rápidamente dos mil odres de agua a Lacóbriga, lo que alteró todos los planes de Quinto Cecilio. Este último se vio obligado a enviar una legión entera en busca de alimentos, pero fue emboscada y completamente destruida y, como resultado, Metelo tuvo que retirarse sin completar su objetivo.
A. Schulten intentó crear una reconstrucción detallada de las hostilidades; en su opinión, Metelo envió a su legado Lucio Torio Balbo a la Hispania Citerior, pero en el camino el sertoriano Lucio Hirtuleyo lo interceptó, lo derrotó en Consabura y lo mató. Posteriormente, Quinto Cecilio actuó en Lusitania entre los ríos Guadiana y Tajo. En el año 79 a. C. se trasladó de Bética al centro de Lusitania y luego a Olisipo. En el año 78 marchó hacia el oeste y el suroeste; fue entonces cuando pudo tener lugar el asedio a Lacóbriga. Metelo devastó todas las tierras a su paso, con la esperanza de privar al enemigo de bases de abastecimiento, pero fue incapaz de contrarrestar la guerra de guerrillas, por lo que a finales de año pasó a un planteamiento defensivo en la Turdetania.
La mayoría de los estudiosos están de acuerdo con esta reconstrucción. I. Gurin cree que las hostilidades en esos años tuvieron lugar en Bética, al noreste de la Hispania Ulterior y en el sur de Lusitania, pero no en el interior de esta región. A. Korolenkov no está de acuerdo con esta hipótesis, ya que Bética, a diferencia de Lusitania, no era una región apta para la guerra de guerrillas.
En el transcurso de estos acontecimientos, Metelo no pudo infligir una derrota decisiva a Sertorio, pero aun así le obligó a abandonar la mayor parte de Bética, según A. Korolenkov, sin encontrar «mucha resistencia», algo que debió considerarse como un gran éxito. Sin embargo, el ejército de Quinto Cecilio estaba tan debilitado que fue incapaz de contrarrestar la ofensiva rebelde en la Hispania Citerior, lo que planteó la posibilidad de que Sertorio realizara una campaña en Italia. Por lo tanto, el Senado decidió enviar otro ejército a través de los Pirineos, bajo el mando de Cneo Pompeyo.

#### Alianza con Pompeyo

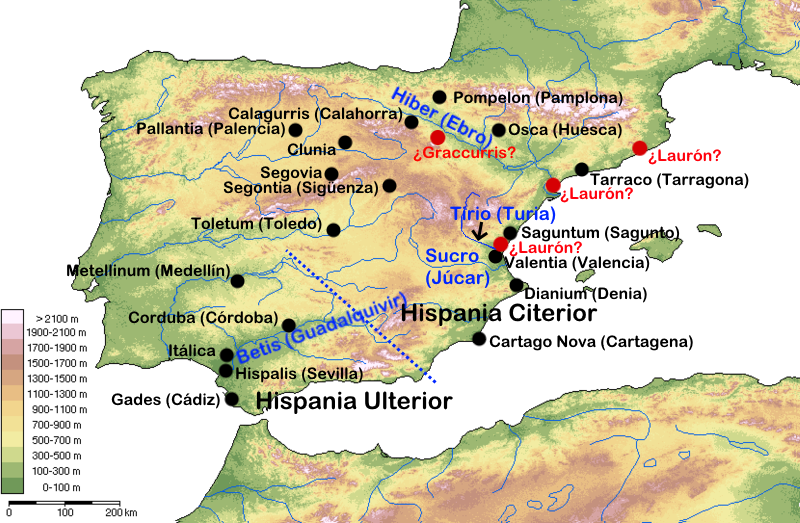
Hispania en la época de la guerra sertoriana. Se muestran las ciudades y ríos donde se desarrollaron los acontecimientos de la guerra. La línea de puntos azul marca la frontera aproximada entre Hispania Citerior y Ulterior. La localización de las ciudades marcadas y firmadas en rojo no se ha establecido de forma fiable.

En el año 77 a. C. apareció otro ejército rebelde en Hispania. Tras la muerte de Sila en 78 a. C., Marco Emilio Lépido se rebeló contra las órdenes que había establecido; fue derrotado y murió de enfermedad, pero su ejército, dirigido por Marco Perpenna, cruzó a la península ibérica. Al principio, este último quería librar una guerra separada contra Quinto Cecilio, pero sus soldados le obligaron a unirse a Sertorio. Según Plutarco, esto ocurrió cuando se supo que otro ejército silano al mando de Cneo Pompeyo se dirigía a Hispania; según Apiano, el orden de los acontecimientos fue inverso: el Senado envió a otro comandante a la región tras conocer el refuerzo de Sertorio.
Pompeyo sufrió una derrota en su primera campaña en Hispania, en 76 a. C., durante el asedio de Laurón. La siguiente mención a Quinto Cecilio es del año 75, cuando Sertorio, quien había actuado él mismo contra las tribus de los berones y los autrigones en la parte superior del Ebro, ordenó a Lucio Hirtuleyo que retuviera a Metelo en el sur sin entablar una batalla importante, mientras que Perpenna y Cayo Herennio debían defenderse de Pompeyo, pero este último salió victorioso en Valentia y Quinto Cecilio en Itálica. Hirtuleyo emprendió la lucha a pesar de la prohibición expresa de su comandante; algunos historiadores creen que lo hizo para evitar que Metelo y Pompeyo unieran sus fuerzas. Los soldados de Hirtuleyo pasaron varias horas bajo el calor mientras desafiaban al enemigo a la batalla; Quinto Cecilio, quien había desplegado sus unidades más fuertes en los flancos, pudo rodear al enemigo e infligirle una derrota total, que causó veinte mil muertos al bando sertoriano, incluyendo al propio Lucio Hirtuleyo.
Sertorio, al enterarse de lo ocurrido, regresó a la costa y decidió entablar una gran batalla contra Pompeyo; se encontraron en el río Sucro, donde este último intentó apresurarse a finalizar la contienda antes de que se acercara Metelo Pío, con el objetivo de no compartir la gloria con él. Sin embargo, los sertorianos se impusieron y no lograron destruir el ejército de Pompeyo solamente porque se refugiaron en su campamento. Al día siguiente, descubrieron que Quinto Cecilio se acercaba, por lo que Sertorio se retiró; según Plutarco, este dijo en ese momento: «A fe que al mozuelo este, si la vieja no hubiera llegado, le habría yo dado una zurra y lo habría enviado a Roma».
A pesar de la victoria parcial en el Sucro, Sertorio se quedó solamente con un ejército de los tres que tenía al principio, obligado a enfrentarse tanto a Metelo como a Pompeyo, y en consecuencia, los generales senatoriales pudieron, combinando sus fuerzas, empujar a los rebeldes fuera de la costa hacia la parte central de la península ibérica, hacia la Celtiberia. Supuestamente, fue entonces cuando Sertorio propuso una reconciliación, en la que expresó «deponer las armas y a vivir como particular si alcanzaba la restitución», pero su oferta no fue aceptada. Por el contrario, Quinto Cecilio anunció por su cabeza una recompensa de cien talentos de plata y veinte mil yugadas de tierra, y, en caso de ser un exiliado, el derecho a regresar a Roma.
En un valle junto a Segontia, Metelo y Pompeyo fueron rodeados por una serie de maniobras enemigas, y sus hombres padecieron una aguda escasez de alimentos. Sin embargo, Sertorio no tardó en entrar en la contienda, quizá por la insistencia de sus soldados. Metelo se enfrentó a Perpenna e infligió grandes pérdidas a su ejército, unos cinco mil muertos; se puede deducir gracias al relato de Apiano que aquí se impusieron las tropas senatoriales. Sertorio, quien había derrotado a Pompeyo en el otro flanco, acudió en ayuda de su legado: «con gran mortandad de los que se le oponían trataba de penetrar hasta Metelo». Quinto Cecilio fue herido en esta batalla, pero aun así sus soldados obligaron al enemigo a retirarse.
Tras esta batalla, los sertorianos se retiraron a la fortaleza montañosa de Clunia, donde Metelo y Pompeyo los sitiaron, pero Sertorio pudo abrirse paso e iniciar una guerra de guerrillas. Finalmente, Quinto Cecilio se retiró a la Galia Narbonense para pasar el invierno, mientras Pompeyo hibernaba en las tierras de los vacceos. En ese momento, ambos bandos estaban al borde del desabastecimiento; los generales silanos exigieron refuerzos y dinero al Senado, alegando que, de lo contrario, el escenario de la guerra se trasladaría a Italia, y en consecuencia, en los años siguientes recibieron los refuerzos necesarios, que aseguraron su eventual victoria.
La situación general en el teatro de la guerra cambió durante la campaña de 75 a. C. a favor de Metelo y Pompeyo porque Sertorio perdió el control de varias regiones, una parte importante de sus soldados murió en batalla y algunas tribus hispanas desertaron al lado de los generales senatoriales, quienes los recibieron con bastante amabilidad. En la historiografía, la proclamación de Quinto Cecilio como imperator, mencionada por Plutarco, se atribuye al año 75 a. C. En los años siguientes la situación fue relativamente estable: en 74 hubo batallas entre Metelo y Sertorio, con un resultado incierto en Bílbilis y Segóbriga; Pompeyo sufrió una derrota parcial en Calagurris. En general, las fuerzas senatoriales parecieron haber extendido su control en la Celtiberia Citerior. De los acontecimientos militares de 73 a. C. sólo se sabe que Quinto Cecilio y Pompeyo ocuparon una serie de ciudades hasta entonces subordinadas a Sertorio; algunas de ellas se rindieron sin luchar. Algunos estudiosos concluyen que las tropas del Senado ocuparon toda la Celtiberia Ulterior.

### Pacificación de Hispania Ulterior

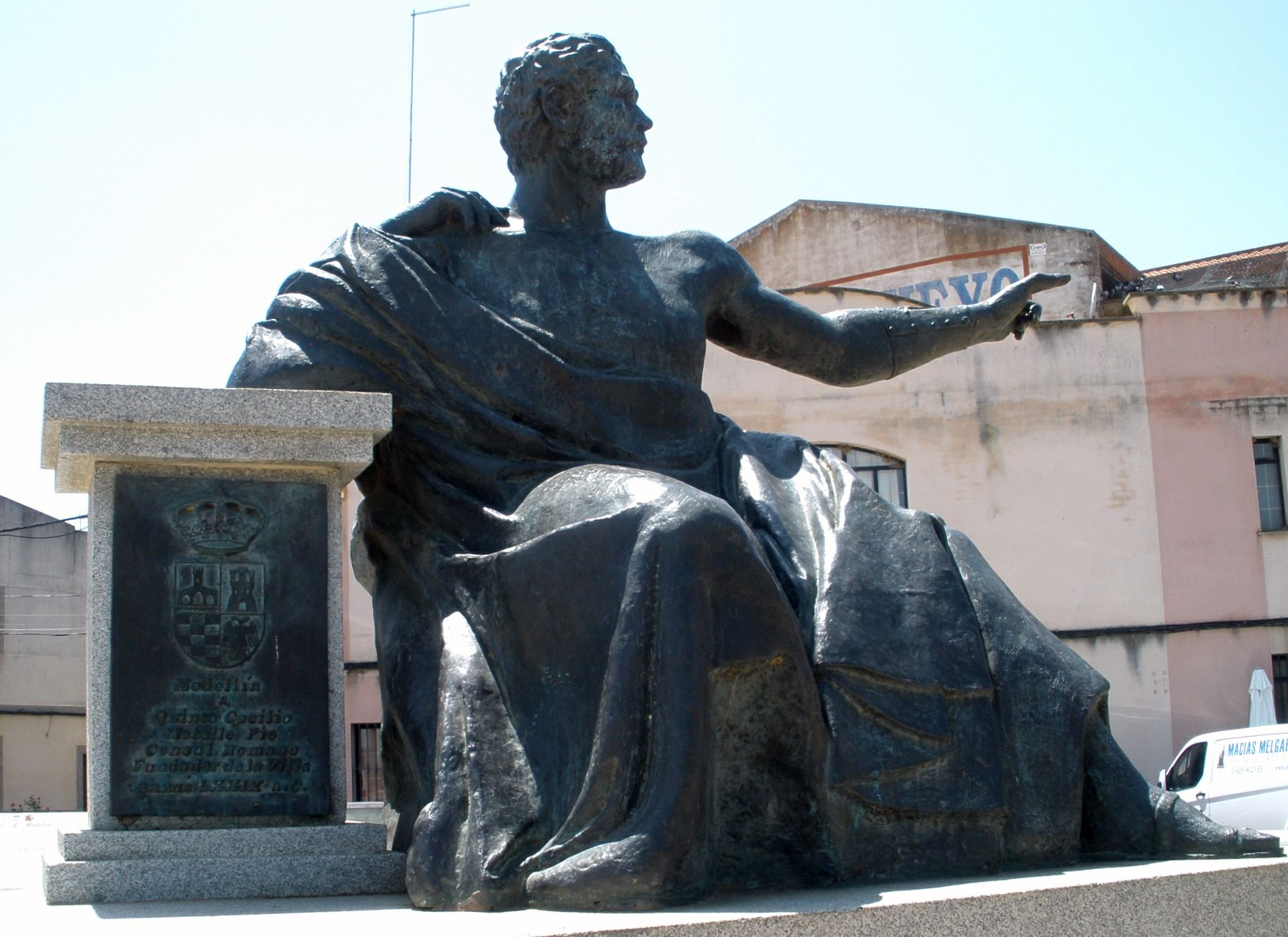
Monumento a Quinto Cecilio Metelo Pío en Medellín (Badajoz)

En el año 73 o 72 a. C. Sertorio cayó a manos de una conspiración, liderada por Perpenna. Quinto Cecilio se concentró inmediatamente después en los asuntos de su provincia y ya no participó en la guerra contra las principales fuerzas rebeldes, debido a que la derrota de Perpenna no prometía la misma gloria que la victoria sobre Sertorio, y sólo Pompeyo podía hacer frente a esta tarea. En efecto, este último obtuvo una victoria completa en la primera batalla y ejecutó a Perpenna, lo que significó el fin de la rebelión. Metelo Pío, por su parte, presumiblemente dirigió su ejército contra las últimas comunidades del suroeste de Hispania que no estaban sometidas a la administración romana en ese momento.
Las fuentes que relatan la guerra sertoriana tienden a centrarse en las tierras celtas y en la región entre el Ebro y los Pirineos, sin hablar de Lusitania. Sin embargo, los lusitanos estaban más indignados que otros pueblos por el asesinato de Sertorio, pero no está claro si finalmente apoyaron a Perpenna, se pusieron del lado del Senado o continuaron la lucha por su cuenta. Michael Mühlberghuber sugirió que algunos de los lusitanos eligieron esta última opción y fueron sometidos por Quinto Cecilio a finales de 72 o principios de 71 a. C.
A esta época puede atribuirse el intento de asesinato de Metelo, que sólo se menciona brevemente en una fuente, el discurso de Marco Tulio Cicerón En defensa de Publio Cornelio Sila, donde el orador habla de la herida del procónsul, en la que se vio involucrado Cayo Cornelio Cetego. No se sabe nada más sobre esta historia, incluidos los nombres de los demás conspiradores, los objetivos del complot y por qué no se castigó a los participantes en el intento de asesinato.
Quinto Cecilio impuso una indemnización a Bética, que sólo Cayo Julio César derogó. Presumiblemente, esta medida fue un castigo por la poca resistencia ofrecida por los habitantes de esta región a Sertorio en 80 a. C. Muchos hispanos que se habían distinguido contra los rebeldes recibieron la ciudadanía romana por parte de Metelo, aunque las fuentes sólo nombran a uno de estos, Quinto Fabio de Saguntum. No se sabe nada más sobre las actividades de Quinto Cecilio en su provincia durante los últimos años de su gobierno.

### Años posteriores
No se sabe exactamente cuándo regresó Metelo Pío a Roma; Plutarco, al detallar el regreso de Pompeyo en el año 71 a. C., no menciona en ningún momento a Quinto Cecilio, aunque Apiano informa de que Pompeyo, habiendo participado en la supresión de la rebelión de Espartaco y habiéndose propuesto como cónsul para el año 70 a. C., no disolvió su ejército, diciendo «que estaba esperando el regreso de Metelo para su triunfo de Hispania». Sobre esta base, los historiadores sugieren que Quinto Cecilio estaba todavía lejos de Roma a mediados de 71 a. C., no abandonó su provincia hasta principios de verano, y pudo haber llegado al pomerium de Roma en otoño.
Para poder obtener el triunfo, según Floro, Metelo y Pompeyo «prefirieron que se considerase la guerra en Hispania como externa y no como civil». Ambos recibieron este honor; Pompeyo celebró el suyo el 29 de diciembre del año 71 a. C., mientras que las fuentes no dan la fecha del de Quinto Cecilio, aunque hay opiniones en la historiografía a favor de tres posibles versiones: antes, después o junto a Pompeyo. La primera de las versiones se basa en los mensajes de Veleyo Patérculo y Eutropio, en los que simplemente se dan los nombres de los triunfadores y se nombra en primer lugar a Quinto Cecilio. La tercera versión se basa en el informe de Apiano, que indica que Pompeyo esperó a Metelo en el pomerium. Michael Mühlberghuber señala que un triunfo conjunto habría sido la conclusión lógica de una lucha conjunta de años contra un enemigo común.
A principios del año 70 a. C., Quinto Cecilio había conseguido todo lo que un noble romano podía desear; había tenido una brillante carrera política, había recibido los más altos honores militares, había ocupado el cargo de pontífice máximo y era muy influyente. En años posteriores comenzó a retirarse y sólo se le menciona en dos ocasiones: cuando en 66 a. C. se opuso a Lucio Sergio Catilina, acusado de abuso de poder durante su gobierno en África, y en 65 a. C. fue testigo en el juicio de Cayo Cornelio, acusado de lesa majestad.
Metelo Pío falleció en el año 63 a. C. y, en consecuencia, su sucesor como pontífice máximo fue Cayo Julio César.

## Familia
Quinto Cecilio no tuvo hijos naturales, por lo que decidió adoptar en su testamento a un miembro de la familia patricia de los Cornelios, hijo de Publio Cornelio Escipión Nasica y nieto materno de Lucio Licinio Craso, bisnieto de Quinto Mucio Escévola el Augur y tataranieto de Cayo Lelio Sapiens. Por parte paterna, este noble era bisnieto de Metelo Macedónico y, por tanto, primo segundo de su padre adoptivo. En el momento de su adopción, el nuevo miembro de los Cecilios era un hombre adulto, pero aún no se había dado a conocer de ninguna manera. Recibió el nombre de Quinto Cecilio Metelo Pío Escipión Nasica y más tarde ejerció el cargo de cónsul en el año 52 a. C. y fue suegro de Cneo Pompeyo el Grande.

## Evaluación de la personalidad y el desempeño
Los historiadores sitúan a Metelo Pío entre los romanos más destacados e influyentes de su época. En todas las épocas posteriores, sin embargo, fue relativamente poco conocido porque fue eclipsado por sus aliados y enemigos, quienes se convirtieron en personajes de la obra de Plutarco y gozaron de la simpatía de este escritor: Marco Licinio Craso, Cneo Pompeyo el Grande y Quinto Sertorio. Un contemporáneo más joven que Quinto Cecilio, Marco Tulio Cicerón, en uno de sus discursos lo llamó «el hombre más santo y honesto de todos». Para otro escritor de la misma época, Cayo Salustio Crispo, Metelo Pío fue un personaje claramente negativo, debido a que este escritor sentía simpatía por Sertorio, lo que le convirtió en el fundador de la tradición prosertoriana en la historiografía antigua.
Plutarco se basa en Salustio para mencionar a Quinto Cecilio en sus biografías de Sertorio y Pompeyo. En algunos casos el escritor griego menosprecia los méritos militares de Metelo para presentar a Pompeyo de la mejor manera; así, exclusivamente al último le atribuye la gloria de la victoria en Segontia; durante la guerra civil de 83 a. C. en la Galia Cisalpina, Quinto Cecilio, según Plutarco, demostró toda su incompetencia. Los investigadores escribieron que «la lasitud senil de Metelo era una representación obsesiva de Plutarco» y sobre el posible uso por parte del autor de fuentes del entorno de Pompeyo. Según Plutarco, Quinto Cecilio tenía miedo de Sertorio y trataba de ocultarlo hablando despectivamente de él. Además, este autor atribuye a Metelo la vanidad:

Además, habiendo vencido en una ocasión a Sertorio, se envaneció tanto y lo tuvo a tan grande dicha, que se hizo saludar emperador, y las ciudades por donde transitaba le recibían con sacrificios y con aras. Dícese que consintió le ciñeran las sienes con coronas y que se le dieran banquetes suntuosos, en los que brindaba adornado con ropa triunfal. Teníanse dispuestas victorias con tal artificio, que por medio de resortes le presentaban trofeos y coronas de oro, y había, coros de mozos y doncellas que le cantaban himnos de victoria: haciéndose justamente ridículo con semejantes demostraciones, pues que tanto se vanagloriaba y tal contento había concebido de haber quedado vencedor por haberse él retirado espontáneamente respecto de un hombre a quien llamaba el fugitivo de Sila y el último resto de la fuga de Carbón.

Plutarco. Sertorio, 22.

Tito Livio, precursor de la tradición antisertoriana, sentía simpatía por Pompeyo, pero de la parte de su obra que relata la guerra sertoriana sólo se conservan breves paráfrasis de contenido, las Períocas. Veleyo Patérculo menciona a Quinto Cecilio en su Historia romana, donde afirma que Sertorio «alababa más a Metelo, pero temía más a Pompeyo».
En la historiografía, Quinto Cecilio está considerado como uno de los dos mejores generales de su época, junto con Sila. Existe la opinión de que Metelo no tenía reverencia especial hacia Sila, sino que lo apoyaba sólo porque ambos eran enemigos del gobierno mariano. Según esta hipótesis, Metelo Pío desaprobó la toma del poder absoluto por parte de Sila, pero la aceptó porque los marianos no fueron completamente derrotados. En la guerra civil, desde el principio no fue un seguidor de Sila, sino su aliado, al mando de su propio ejército; en este sentido se sitúa junto a Marco Licinio Craso.
Algunos estudiosos atribuyen a Quinto Cecilio la principal contribución a la victoria sobre Sertorio. Según M. Mühlberghuber, los éxitos de Metelo en Itálica y, sobre todo, en Segontia no sólo tuvieron importancia militar, sino también psicológica, ya que minaron la fe de los sertorianos en su líder. Como resultado, por primera vez surgió la perspectiva de aplastar la rebelión.

## Legado
Quinto Cecilio Metelo Pío renombró la ciudad de Conistorgis, antigua capital de los conios y ubicada en la provincia de Badajoz, como Caecilia Metellinum en el año 79 a. C., al servirle de campamento base de sus fuerzas militares en su lucha contra los lusitanos aliados de Sertorio. Dicha ciudad romana posteriormente hispanizaría su nombre a Medellín. Este nombre hispanizado luego sería usado para las respectivas fundaciones de otras ciudades durante la conquista de América por parte de España, como es el caso de sus homónimos colombiano, mexicano y argentino.

## En la ficción
Quinto Cecilio se convirtió en un personaje de las novelas de Colleen McCullough El primer hombre de Roma, La corona de hierba y Favoritos de la fortuna.